# XIXe gouvernement constitutionnel portugais
IIIe République portugaise
XVIIIe constitutionnel XXe constitutionnel
Le XIXe gouvernement constitutionnel (en portugais : XIX Governo Constitucional) est le gouvernement de la République portugaise entre le 21 juin 2011 et le 30 octobre 2015, sous la XIIe législature de l'Assemblée de la République.
Il est dirigé par le conservateur Pedro Passos Coelho, vainqueur à la majorité relative des élections législatives, et formé d'une coalition de centre droit. Il succède au XVIIIe gouvernement constitutionnel, alors sous l'autorité du socialiste José Sócrates. Il est remplacé par le XXe gouvernement constitutionnel, à nouveau sous la direction de Passos Coelho.

## Historique du mandat
Dirigé par le nouveau Premier ministre libéral-conservarteur Pedro Passos Coelho, ce gouvernement est constitué et soutenu par une coalition gouvernementale de centre droit entre le Parti social-démocrate (PPD/PSD) et le CDS – Parti populaire (CDS–PP). Ensemble, ils disposent de 132 députés sur 230 à l'Assemblée de la République, soit 57,4 % des sièges.
Il est formé après les élections législatives anticipées du 5 juin 2011.
Il succède donc au XVIIIe gouvernement constitutionnel, dirigé par le socialiste José Sócrates, constitué et soutenu par le seul Parti socialiste (PS), qui bénéficiait d'une majorité relative.

### Formation
Après le rejet de son plan d'austérité en mars 2011, Sócrates remet sa démission et appelle à la tenue d'élections anticipées. Au cours du scrutin, le PPD/PSD retrouve sa position de premier parti du pays mais sans obtenir plus de la moitié des sièges. Dans son ensemble, le centre droit dispose d'une solide majorité absolue. Le 8 juin, deux jours après la tenue des élections, le Parti social-démocrate et le Parti populaire s'accordent pour ouvrir des négociations en vue de constituer une coalition.
Le 15 juin, le président de la République Aníbal Cavaco Silva charge le président du PPD/PSD Pedro Passos Coelho de former le XIXe gouvernement constitutionnel. Dès le lendemain, il signe un accord de coalition avec le CDS-PP.
Passos Coelho présente la composition de son équipe dès le 17 juin à Cavaco Silva. Avec 11 ministres, il s'agit de l'exécutif le plus réduit depuis 1974, battant le record des 13 membres du Xe gouvernement constitutionnel, dirigé par l'actuel chef de l'État. Quatre ministres appartiennent au Parti social-démocrate, contre trois au Parti populaire tandis que quatre sont indépendants. Seuls trois membres du cabinet bénéficient d'une expérience gouvernementale, les ministres des Affaires étrangères Paulo Portas, de la Défense José Pedro Aguiar-Branco et de l'Intérieur Miguel Macedo. Le ministre des Finances Vítor Gaspar et la ministre de l'Agriculture et de l'Environnement Assunção Cristas ont été respectivement collaborateurs de Cavaco Silva et de l'ancienne ministre de la Justice Celeste Cardona. Alors que le gouvernement sortant comptait cinq femmes sur 16 ministres, soit un record de féminisation, la nouvelle équipe n'en réunit plus que deux.
Le Premier ministre et le reste de l'exécutif sont assermentés le 21 juin au palais national d'Ajuda par le président de la République, deux semaines seulement après les élections. Le programme du gouvernement est ensuite remis à l'Assemblée, qui en discute les 30 juin et 1er juillet, date à laquelle il est adopté par défaut, aucun groupe parlementaire n'ayant déposé de motion de rejet et le gouvernement n'ayant pas sollicité son approbation formelle

### Crise de juillet 2013
Au début du mois de juillet 2013, Vítor Gaspar démissionne du ministère des Finances après avoir été désavoué à plusieurs reprises sur sa politique de rigueur budgétaire. Son remplacement par la secrétaire d'État au Trésor Maria Luís Albuquerque conduit à la démission de Paulo Portas de la direction de la diplomatie, afin de dénoncer la poursuite des politiques de rigueur mises en œuvre en échange d'un plan d'aide financière de 78 milliards € du FMI, de l'UE et de la BCE.
La crise est finalement surmontée par la conclusion d'un nouvel accord entre le PPD/PSD et le CDS-PP désignant Portas au poste nouvellement créé de vice-Premier ministre, chargé de coordonner les politiques économiques et les relations avec les bailleurs, et confirmant la nouvelle ministre des Finances. Le remaniement ministériel est officialisé le 24 juillet par une cérémonie de prise de fonction devant le chef de l'État ; à cette occasion, l'ancien ministre Rui Machete revient au gouvernement pour diriger la diplomatie tandis que le ministère de l'Environnement est rétabli.

### Succession
Pour les élections législatives du 4 octobre 2015, les deux partis au pouvoir constituent une alliance électorale nommée « Portugal en avant » (PàF). Bien qu'arrivée en tête, elle est clairement minoritaire face aux partis de gauche et de centre gauche. Le président de la République reconduit néanmoins Passos Coelho, qui forme le XXe gouvernement constitutionnel.

## Composition

### Initiale (21 juin 2011)
| Portefeuille                                                                               | Titulaire | Titulaire                | Parti   |
| ------------------------------------------------------------------------------------------ | --------- | ------------------------ | ------- |
| Premier ministre                                                                           |           | Pedro Passos Coelho      | PPD/PSD |
| Ministre d'État Ministre des Finances                                                      |           | Vítor Gaspar             | Sans    |
| Ministre d'État Ministre des Affaires étrangères                                           |           | Paulo Portas             | CDS-PP  |
| Ministre de la Défense nationale                                                           |           | José Pedro Aguiar-Branco | PPD/PSD |
| Ministre de l'Administration interne                                                       |           | Miguel Macedo            | PPD/PSD |
| Ministre de la Justice                                                                     |           | Paula Teixeira da Cruz   | PPD/PSD |
| Ministre adjoint et des Affaires parlementaires                                            |           | Miguel Relvas            | PPD/PSD |
| Ministre de l'Économie et de l'Emploi                                                      |           | Álvaro Santos Pereira    | Sans    |
| Ministre de l'Agriculture, de la Mer, de l'Environnement et de l'Aménagement du territoire |           | Assunção Cristas         | CDS-PP  |
| Ministre de la Santé                                                                       |           | Paulo Macedo             | Sans    |
| Ministre de l'Éducation, de l'Enseignement supérieur et de la Science                      |           | Nuno Crato               | Sans    |
| Ministre de la Solidarité et de la Sécurité sociale                                        |           | Pedro Mota Soares        | CDS-PP  |

### Remaniement du 13 avril 2013
- Les nouveaux ministres sont indiqués en gras, ceux ayant changé d'attributions en italique.

| Portefeuille                                                                               | Titulaire | Titulaire                          | Parti   |
| ------------------------------------------------------------------------------------------ | --------- | ---------------------------------- | ------- |
| Premier ministre                                                                           |           | Pedro Passos Coelho                | PPD/PSD |
| Ministre d'État Ministre des Finances                                                      |           | Vítor Gaspar (jusqu'au 02/07/2013) | Sans    |
| Ministre d'État Ministre des Finances                                                      |           | Maria Luís Albuquerque             | PPD/PSD |
| Ministre d'État Ministre des Affaires étrangères                                           |           | Paulo Portas                       | CDS-PP  |
| Ministre de la Défense nationale                                                           |           | José Pedro Aguiar-Branco           | PPD/PSD |
| Ministre de l'Administration interne                                                       |           | Miguel Macedo                      | PPD/PSD |
| Ministre de la Justice                                                                     |           | Paula Teixeira da Cruz             | PPD/PSD |
| Ministre de la Présidence et des Affaires parlementaires                                   |           | Luís Marques Guedes                | PPD/PSD |
| Ministre adjoint et du Développement régional                                              |           | Miguel Poiares Maduro              | Sans    |
| Ministre de l'Économie et de l'Emploi                                                      |           | Álvaro Santos Pereira              | Sans    |
| Ministre de l'Agriculture, de la Mer, de l'Environnement et de l'Aménagement du territoire |           | Assunção Cristas                   | CDS-PP  |
| Ministre de la Santé                                                                       |           | Paulo Macedo                       | Sans    |
| Ministre de l'Éducation, de l'Enseignement supérieur et de la Science                      |           | Nuno Crato                         | Sans    |
| Ministre de la Solidarité et de la Sécurité sociale                                        |           | Pedro Mota Soares                  | CDS-PP  |

### Remaniement du 24 juillet 2013
- Les nouveaux ministres sont indiqués en gras, ceux ayant changé d'attributions en italique.

| Portefeuille                                                                | Titulaire | Titulaire                                  | Parti   |
| --------------------------------------------------------------------------- | --------- | ------------------------------------------ | ------- |
| Premier ministre                                                            |           | Pedro Passos Coelho                        | PPD/PSD |
| Vice-Premier ministre                                                       |           | Paulo Portas                               | CDS-PP  |
| Ministre d'État Ministre des Finances                                       |           | Maria Luís Albuquerque                     | PPD/PSD |
| Ministre d'État Ministre des Affaires étrangères                            |           | Rui Machete                                | PPD/PSD |
| Ministre de la Défense nationale                                            |           | José Pedro Aguiar-Branco                   | PPD/PSD |
| Ministre de l'Administration interne                                        |           | Miguel Macedo (jusqu'au 16/11/2014)        | PPD/PSD |
| Ministre de l'Administration interne                                        |           | Anabela Rodrigues (à partir du 18/11/2014) | Sans    |
| Ministre de la Justice                                                      |           | Paula Teixeira da Cruz                     | PPD/PSD |
| Ministre de la Présidence et des Affaires parlementaires                    |           | Luís Marques Guedes                        | PPD/PSD |
| Ministre adjoint et du Développement régional                               |           | Miguel Poiares Maduro                      | Sans    |
| Ministre de l'Économie                                                      |           | António Pires de Lima                      | CDS-PP  |
| Ministre de l'Environnement, de l'Aménagement du territoire et de l'Énergie |           | Jorge Moreira da Silva                     | PPD/PSD |
| Ministre de l'Agriculture et de la Mer                                      |           | Assunção Cristas                           | CDS-PP  |
| Ministre de la Santé                                                        |           | Paulo Macedo                               | Sans    |
| Ministre de l'Éducation et de la Science                                    |           | Nuno Crato                                 | Sans    |
| Ministre de la Solidarité, de l'Emploi et de la Sécurité sociale            |           | Pedro Mota Soares                          | CDS-PP  |